# Rockenhausen
Rockenhausen ist eine Stadt in Rheinland-Pfalz im Donnersbergkreis und nach der Einwohnerzahl dessen drittgrößte Ortsgemeinde. Sie ist Verwaltungssitz der Verbandsgemeinde Nordpfälzer Land. Rockenhausen ist gemäß Landesplanung als Mittelzentrum ausgewiesen.

## Geographie

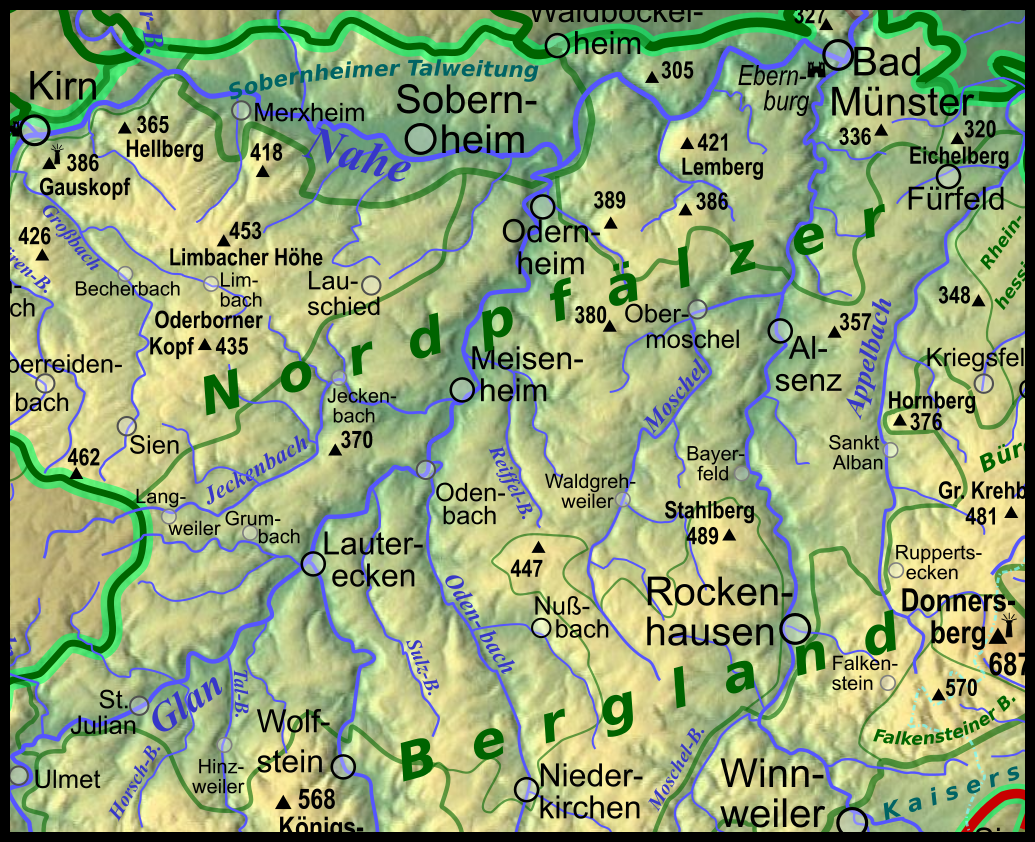
Rockenhausen (rechts unten) innerhalb des Nordpfälzer Berglandes

### Lage
Rockenhausen liegt im Norden der Pfalz im Nordpfälzer Bergland innerhalb des Teilbereichs Glan-Alsenz-Höhen auf halber Strecke zwischen Kaiserslautern und Bad Kreuznach. Der äußerste Osten der Gemarkung reicht bis an das Donnersbergmassiv heran.

### Nachbargemeinden
An Rockenhausen angrenzende Orte sind – im Uhrzeigersinn – die Gemeinden Dielkirchen, Würzweiler und Ruppertsecken, die Stadt Kirchheimbolanden sowie die Gemeinden Dannenfels, Steinbach am Donnersberg, Börrstadt, Imsbach, Falkenstein, Schweisweiler, Imsweiler, Dörrmoschel, Schönborn und Katzenbach. Eine weitere Nachbargemeinde ist das westlich gelegene Bisterschied.

### Erhebungen
Ganz im Osten des Stadtgebiets erhebt sich der Kübelberg (548,7 m ü. NHN), unmittelbar östlich von diesem der Hühnerberg (531,4 m ü. NHN) und weiter südlich Dorntreiber Kopf (550,6 m ü. NHN). Im Nordwesten der Stadtgemarkung an der Grenze zu Katzenbach erstreckt sich der rund 483 Meter hohe Lichtenberg, der alternativ als Platte bezeichnet wird.

### Gewässer
Die Stadt wird in Süd-Nord-Richtung von der Alsenz durchflossen. Vor Ort nimmt sie mehrere Nebenflüsse wie den Degenbach, den Schelmesbach, den Dörnbach – aus dem gleichnamigen Stadtteil kommend –, den Langwaldbach, ein weiteres, im Nordosten der Stadtgemarkung entspringendes Gewässer namens Dörnbach und den Erbsengraben samt dessen Nebenfluss Hoppbach auf. Im Osten auf Gemarkung des Stadtteils Marienthal verläuft der Appelbach, der von rechts den mitten durch den Ort fließenden Mordkammertalbach aufnimmt; letzterer nimmt zuvor außerdem den Königsbach auf.

### Stadtgliederung

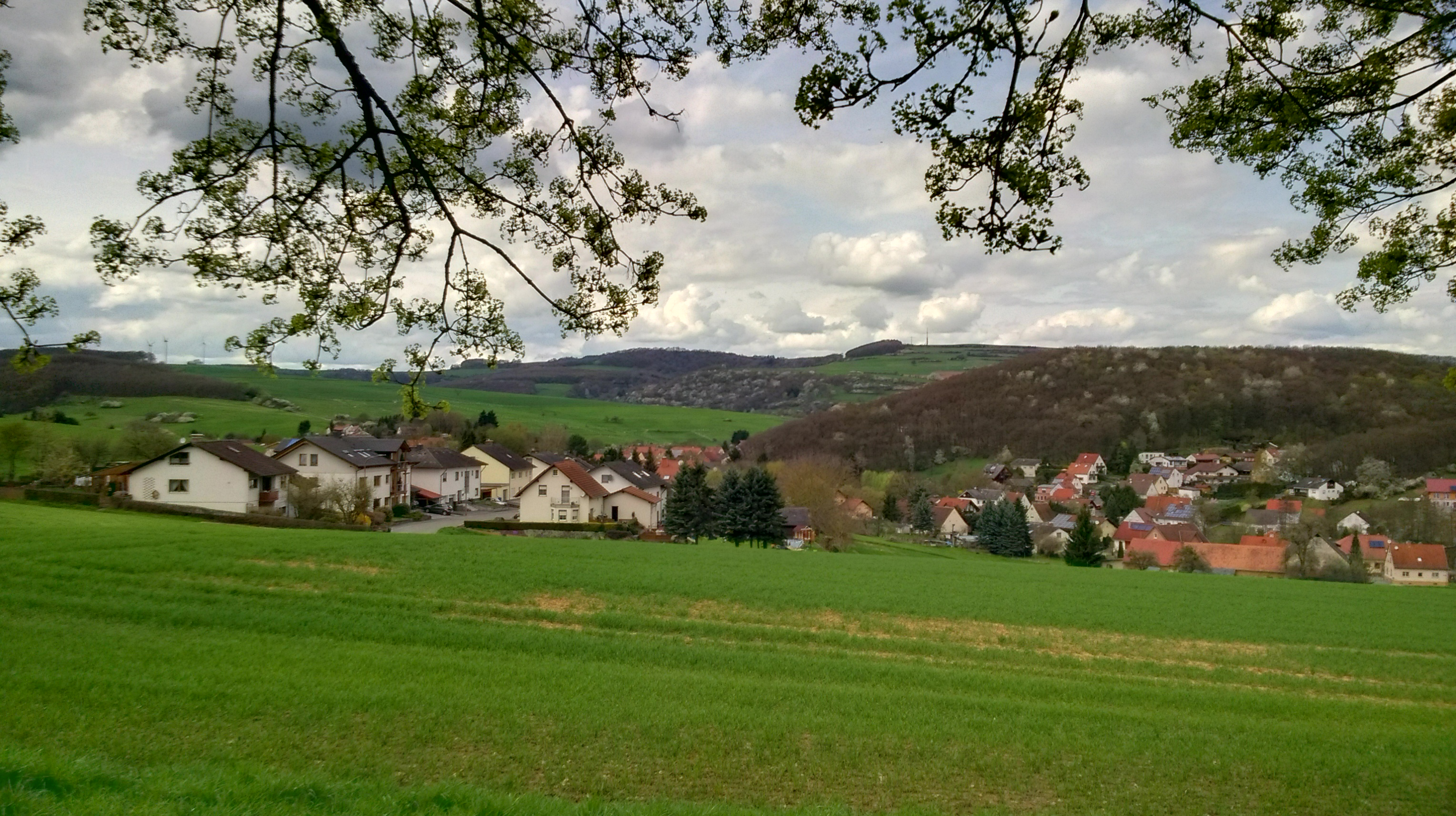
Stadtteil Dörnbach

Die Stadt Rockenhausen gliedert sich in die Stadtteile Rockenhausen, Dörnbach und Marienthal. Dörnbach und Marienthal sind zugleich Ortsbezirke. Zum Stadtteil Rockenhausen gehören die Wohnplätze An der Linde, Buchwaldhof, Hintersteinerhof, Im Degenbachtal, Inkeltalerhof, Lindenhof, Römerhof, Rußmühlerhof, Schacherhof und Scharfeeck. Zum Stadtteil Marienthal gehört der Wohnplatz Mordkammerhof, der ursprünglich Teil der Gemeinde Dannenfels war.

### Paläontologie und Mineralogie
Paläontologen fanden innerhalb der Stadtgemarkung gut erhaltene, bis zu drei Meter lange Fossilien von Süßwasserhaien aus der Rotliegend-Zeit, dem sogenannten Perm, wie sie ebenfalls in Heimkirchen vorkamen. Vor Ort kommen außerdem die Mineralien Skutterudit und Nickelskutterudit vor.

## Geschichte
Rockenhausen erhielt 1332 das Stadtrecht. Damals den Raugrafen unterstehend, gehörte die Stadt ab 1457 – mit einer Unterbrechung von 1559 bis 1592, als sie Teil von Pfalz-Lautern war – bis zum Ende des 18. Jahrhunderts zur Kurpfalz und unterstand dort dem Oberamt Lautern. Auch das Kloster Otterberg war im Ort begütert. Im Dreißigjährigen Krieg wurde Rockenhausen – wie fast alle Ortschaften der Region – nahezu völlig zerstört.

Historische Ansicht von Rockenhausen

Nach 1792 wurde die Region im Ersten Revolutionskrieg von französischen Truppen besetzt und nach dem Frieden von Campo Formio (1797) annektiert. Von 1798 bis 1814 gehörte Rockenhausen zum französischen Departement Donnersberg und war Hauptort (chef-lieu) des Kantons Rockenhausen. Aufgrund der auf dem Wiener Kongress (1815) getroffenen Vereinbarungen und eines Tauschvertrags mit Österreich kam die Region 1816 zum Königreich Bayern. Ab 1818 war Rockenhausen dem Landkommissariat Kirchheim im bayerischen Rheinkreis, später dem Bezirksamt Kirchheimbolanden zugeordnet. Am 1. Dezember 1900 wurde aus Teilen der Bezirksämter Kirchheimbolanden und Kaiserslautern das Bezirksamt Rockenhausen gebildet. Am 1. Januar 1939 wurde das Bezirksamt in Landkreis Rockenhausen umbenannt. Im März 1945 in der Endphase des Zweiten Weltkriegs nahm die United States Army während der Operation Undertone die Stadt ein.
Nach dem Krieg wurde Rockenhausen innerhalb der französischen Besatzungszone Teil des damals neu gebildeten Landes Rheinland-Pfalz und gehörte bis 1968 zum Regierungsbezirk Pfalz. 1969 wurde der Landkreis Rockenhausen im Zuge der ersten rheinland-pfälzischen Verwaltungsreform mit dem Landkreis Kirchheimbolanden zum heutigen Donnersbergkreis vereinigt. Drei Jahre später wurde die Stadt Sitz der ebenfalls neu gebildeten gleichnamigen Verbandsgemeinde. Am 10. Juni 1979 wurden die bis dahin selbständigen Gemeinden Dörnbach mit 550 Einwohnern und Marienthal mit 280 Einwohnern in die Stadt eingemeindet. Rockenhausen wurde 2004 vom damaligen rheinland-pfälzischen Wirtschaftsminister Hans-Artur Bauckhage zusammen mit fünf weiteren Kommunen – und als einzige aus der Pfalz – als „mittelstandsfreundliche Kommune“ ausgezeichnet. Zum 1. Januar 2020 wechselte Rockenhausen in die neu geschaffene Verbandsgemeinde Nordpfälzer Land, die aus der Fusion der Verbandsgemeinden Rockenhausen und Alsenz-Obermoschel hervorging.

## Bevölkerung

### Einwohnerentwicklung
Die Entwicklung der Einwohnerzahl von Rockenhausen bezogen auf das heutige Stadtgebiet, die Werte von 1871 bis 1987 beruhen auf Volkszählungen:
| Rockenhausen: Einwohnerzahlen von 1815 bis 2023    | Rockenhausen: Einwohnerzahlen von 1815 bis 2023 | Rockenhausen: Einwohnerzahlen von 1815 bis 2023 | Rockenhausen: Einwohnerzahlen von 1815 bis 2023 | Rockenhausen: Einwohnerzahlen von 1815 bis 2023 |
| -------------------------------------------------- | ----------------------------------------------- | ----------------------------------------------- | ----------------------------------------------- | ----------------------------------------------- |
| Jahr                                               |                                                 |                                                 |                                                 | Einwohner                                       |
| 1815                                               | 1815                                            |                                                 | 2.125                                           | 2.125                                           |
| 1835                                               | 1835                                            |                                                 | 2.879                                           | 2.879                                           |
| 1871                                               | 1871                                            |                                                 | 2.900                                           | 2.900                                           |
| 1905                                               | 1905                                            |                                                 | 2.799                                           | 2.799                                           |
| 1939                                               | 1939                                            |                                                 | 3.189                                           | 3.189                                           |
| 1950                                               | 1950                                            |                                                 | 3.567                                           | 3.567                                           |
| 1961                                               | 1961                                            |                                                 | 4.062                                           | 4.062                                           |
| 1970                                               | 1970                                            |                                                 | 4.902                                           | 4.902                                           |
| 1987                                               | 1987                                            |                                                 | 5.291                                           | 5.291                                           |
| 1997                                               | 1997                                            |                                                 | 5.767                                           | 5.767                                           |
| 2005                                               | 2005                                            |                                                 | 5.690                                           | 5.690                                           |
| 2011                                               | 2011                                            |                                                 | 5.424                                           | 5.424                                           |
| 2017                                               | 2017                                            |                                                 | 5.283                                           | 5.283                                           |
| 2023                                               | 2023                                            |                                                 | 5.395                                           | 5.395                                           |
| Quelle(n): Statistisches Landesamt Rheinland-Pfalz |                                                 |                                                 |                                                 |                                                 |

### Religion
Mit Stand Juni 2025 waren von den Einwohnern 45,9 % evangelisch, 17,6 % katholisch und 36,5 % gehörten einer sonstigen oder keiner Glaubensgemeinschaft an.
Christentum
Die Protestantischen Kirchengemeinden Rockenhausen (mit Katzenbach) und Rockenhausen-Marienthal gehören kirchenbezirklich dem „Dekanat an Alsenz und Lauter“ der Evangelischen Kirche der Pfalz an. Die Protestantische Pfarrkirche von Rockenhausen steht am Marktplatz. In das Gemeindeleben ist auch das Evangelische Diakoniewerk Zoar eingebunden, dessen Vorläufer in Rockenhausen bis ins Jahr 1854 zurückreichen. Das Werk auf dem Inkelthalerhof wird von einem eigenen Pfarrer betreut und verfügt mit der Zoarkirche auch über ein eigenes Kirchengebäude.
Die Katholiken werden von der „Pfarrei Rockenhausen Hl. Franz von Assisi“ im Dekanat Donnersberg des Bistums Speyer betreut. Die Großpfarrei umfasst die Stadt Rockenhausen und 21 benachbarte Ortsgemeinden mit insgesamt acht Kirchen. Zu ihnen gehören die Pfarrkirche St. Sebastian in Rockenhausen sowie eine Simultankirche in Dörnbach.
Die Gemeinde Rockenhausen der Neuapostolischen Kirche gehört dem Kirchenbezirk Rheinpfalz der Neuapostolischen Kirche Westdeutschland an und verfügt über eine Kirche in der Waldbergstraße.
Judentum
Bereits 1283 kam es zu Pogromen gegen die vor Ort ansässigen Juden. Die einst vor Ort ansässige jüdische Gemeinde, die zum Rabbinatsbezirk Kaiserslautern gehörte, besaß eine Synagoge, deren Inneneinrichtung 1938 den Novemberpogromen zum Opfer fiel. Bis 1912 gab es eine weitere jüdische Gemeinde in Rockenhausen-Marienthal.

## Politik

### Stadtrat
Der Stadtrat in Rockenhausen besteht aus 22 Ratsmitgliedern, die bei der Kommunalwahl am 9. Juni 2024 in einer personalisierten Verhältniswahl gewählt wurden, und dem ehrenamtlichen Stadtbürgermeister als Vorsitzendem.
Die Sitzverteilung im Stadtrat:
| Wahl | SPD | CDU | FDP | FWG | Gesamt   |
| ---- | --- | --- | --- | --- | -------- |
| 2024 | 10  | 6   | 4   | 2   | 22 Sitze |
| 2019 | 10  | 6   | 4   | 2   | 22 Sitze |
| 2014 | 12  | 6   | 2   | 2   | 22 Sitze |
| 2009 | 11  | 6   | 3   | 2   | 22 Sitze |
| 2004 | 11  | 7   | 2   | 2   | 22 Sitze |

- FWG = Freie Wählergruppe Rockenhausen und Umgebung e. V.

### Bürgermeister
Michael Vettermann (FDP) wurde am 26. Juni 2019 Stadtbürgermeister von Rockenhausen. Bei der Direktwahl am 26. Mai 2019 hatte er sich als Kandidat von CDU und FDP mit einem Stimmenanteil von 51,60 % gegen den bisherigen Amtsinhaber, Karl-Heinz Seebald (SPD), durchgesetzt. Seebald hatte das Amt 31 Jahre ausgeübt. Bei der Direktwahl am 9. Juni 2024 konnte Vettermann sein Amt mit 53,7 % der Stimmen gegen Güngör Aydin (SPD) verteidigen. Die Wahlbeteiligung lag bei 62,4 %.

### Ortsbezirke
Die Belange der Ortsbezirke Dörnbach und Marienthal werden durch Ortsvorsteher und Ortsbeiräte vertreten. Der Ortsbeirat Dörnbach hat neun, der Ortsbeirat Marienthal fünf Mitglieder.

### Wappen
| Wappen von Rockenhausen | Blasonierung: „In Blau drei wachsende goldene (gelbe) Roggenähren.“ |
| Wappen von Rockenhausen | Wappenbegründung: Das Wappen wurde durch König Ludwig I. von Bayern am 30. Januar 1844 verliehen. Es entstammt einem Stadtsiegel aus dem Jahre 1335. Es zeigte einen gespaltenen Schild mit dem Zeichen der Familie der Raugrafen umgeben von drei Roggenähren, welche redend für den Ort standen (Rocken- ist abgeleitet von „Roggen“). Zu Beginn des 15. Jahrhunderts wurde in die Schildhälften je eine Ähre gesetzt; um 1600 kam ein Grasboden hinzu. Bei der Neuverleihung 1844 war das alte Siegelbild nicht mehr genau bekannt, so dass aus der Spaltlinie eine dritte Roggenähre entstand. |

### Städtepartnerschaften
Seit 2014 existiert eine Partnerschaft mit der kroatischen Stadt Krk. Eine weitere Partnergemeinde ist die polnische Gmina Kietrz.

## Kultur und Sehenswürdigkeiten

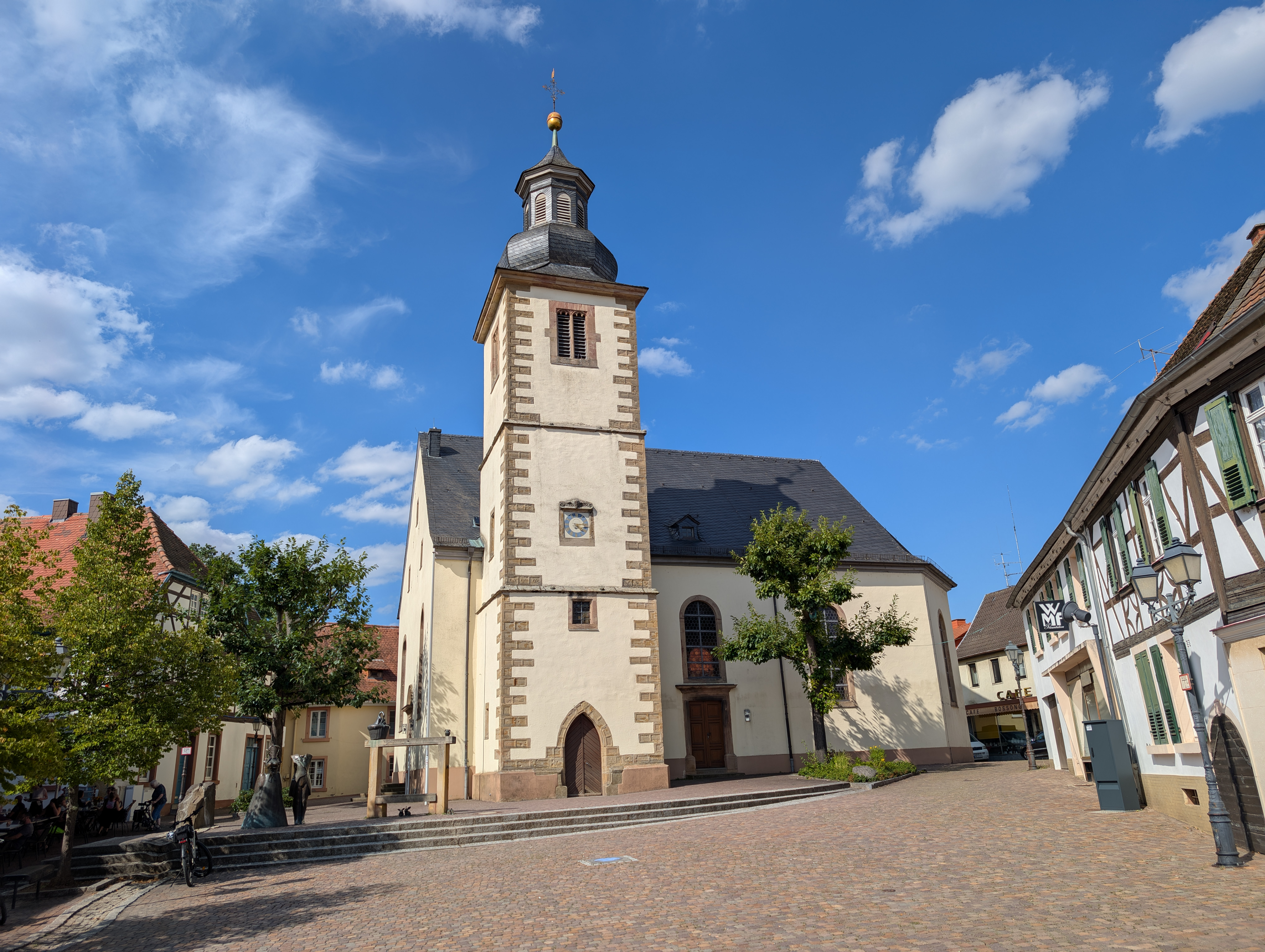
Protestantische Pfarrkirche am Marktplatz

### Kulturdenkmäler
Die Altstadt und der jüdische Friedhof sind jeweils als Denkmalzonen ausgewiesen.
Hinzu kommen außerdem zahlreiche Einzelobjekte, die unter Denkmalschutz stehen, darunter die katholische Kirche St. Sebastian, die protestantische Pfarrkirche, das Schloss und die frühere Synagoge im Stadtteil Marienthal.

### Museen

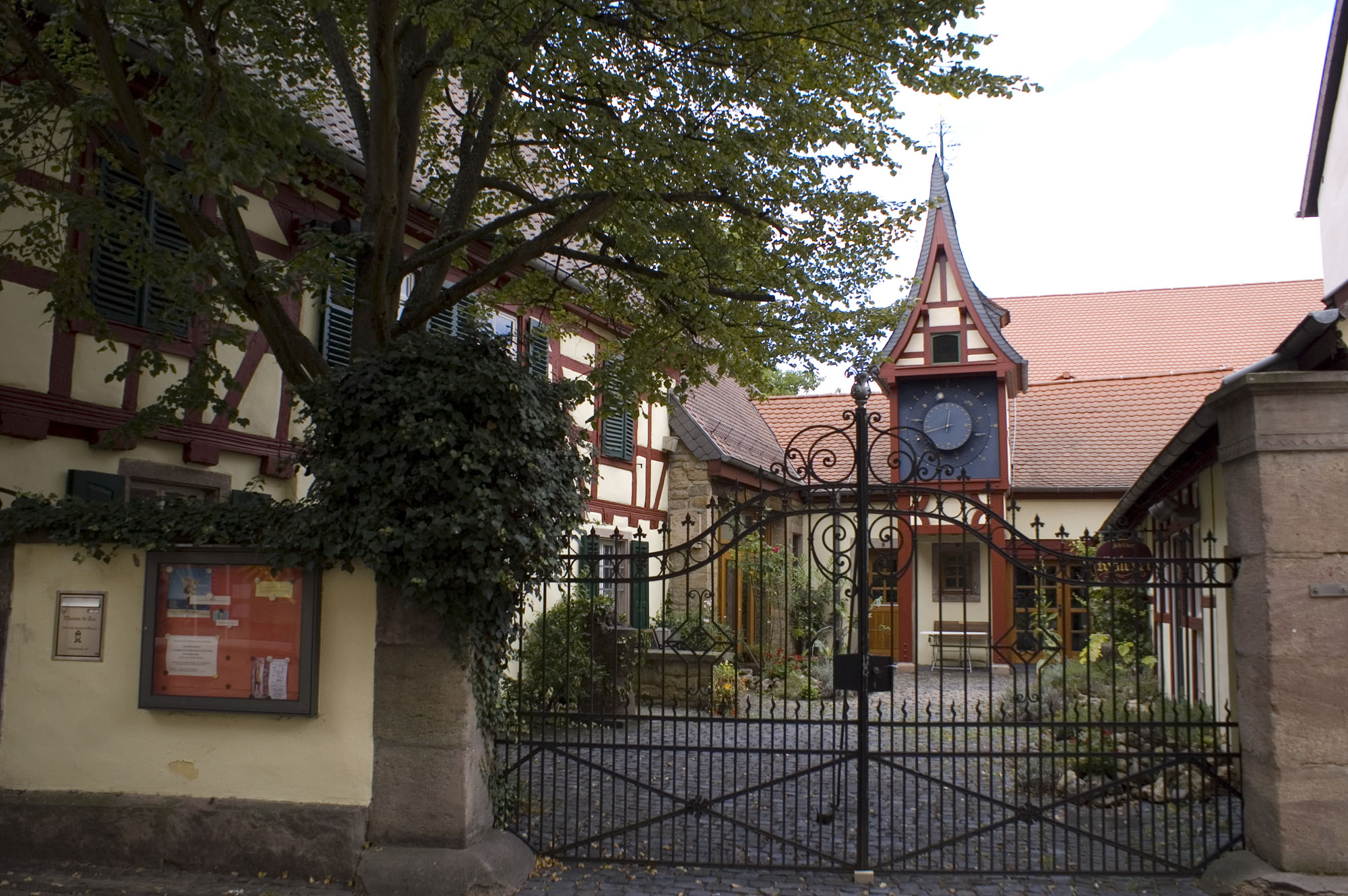
Turmuhrenmuseum

Im Museum für Zeit – Pfälzisches Turmuhrenmuseum werden Uhren, insbesondere Großuhren gezeigt, und die Mechanik an funktionstüchtigen Exponaten – Sonnenuhren, Sanduhren und astronomische Uhren demonstriert. Es befindet sich Am Schloss in Rockenhausen.
Im Kahnweilerhaus werden Erbe und Andenken an Daniel-Henry Kahnweiler, einem Ehrenbürger der Stadt Rockenhausen, bewahrt und öffentlich gezeigt. Dieser war Kunsthändler und Pariser Galerist, sowie Mitbegründer und Förderer des Kubismus und moderner Kunst Anfang des 20. Jahrhunderts. Das Museum zeigt zudem eine Dauerausstellung zum Leben und Wirken des Picasso-Förderers, die deutschsprachige Bibliothek und zwei Picasso-Lithographien Kahnweilers sowie Ausstellungsplakate seiner Galerie Louise Leiris, Paris. Die Stadt Rockenhausen verleiht seit 1981 den mit 7500 Euro dotierten Daniel-Henry-Kahnweiler-Preis.
Das 1926 errichtete Museumsgebäude in Rockenhausen, Nordpfälzer Heimatmuseum, zeigt auf zwei Etagen die Sammlungen des 1904 gegründeten Nordpfälzer Geschichtsvereins. Die einzelnen Abteilungen im Erdgeschoss: Vor- und Frühgeschichte, Geologie und Paläontologie des Donnersbergraumes, Bergbau und Burgen der Nordpfalz, Stadt und ehemaliger Landkreis Rockenhausen. Im Obergeschoss werden alte Handwerksberufe präsentiert: Schmied, Schuhmacher, Töpfer, Schneider, Schreiner, Zimmermann und Büchsenmacher. Eine Nordpfälzer Stube des 19. Jahrhunderts vermittelt einen guten Einblick in das Leben der Urgroßeltern.

### Sonstige Bauwerke
Die Donnersberghalle, die neben einer Mehrzweckhalle auch eine Kegelbahn beinhaltet, ist das kulturelle und sportliche Zentrum von Rockenhausen und seiner Umgebung. Am südöstlichen Siedlungsrand von Marienthal befindet sich außerdem eine Kneipp-Anlage. Das Museum in der Speyerstraße in Rockenhausen, Museum Pachen, zeigt Deutsche Kunst des 20. Jahrhunderts, Malerei, Grafiken und Plastiken. Mittlerweile abgegangen ist die Ruhenburg, die sich einst an der Stelle des Schlosses befunden hatte.

### Natur und Parks
Vor Ort befinden sich insgesamt drei Naturdenkmale. Zudem erstreckt sich das Naturschutzgebiet Katzenbacherhang über den Nordosten der Stadtgemarkung; darüber hinaus bildet es ein 1972 ausgewiesenes Naturwaldreservat, das 50 Hektar umfasst.
Seit Januar 2016 existiert der private Tierpark Donnersberg. Zudem verfügt die Stadt über ein Naturerlebnisbad.

### Sport
In der deutschen Vorausscheidung für das Spiel ohne Grenzen 1971 unterlag das Team aus Rockenhausen am 24. April des Jahres demjenigen aus Idar-Oberstein mit 9:15.
Der Pétanqueverein Boule-Freunde „Le Cochonnet“ 1986 Rockenhausen war Gründungsmitglied der Pétanque-Bundesliga. Mit dem FV Rockenhausen existiert vor Ort ein Fußballverein. Der Basketballverband Rheinland-Pfalz hielt 1989 sein erstes Trainingslager in der Stadt ab. Vom 19. bis 20. Juli 2010 fand der 1. Internationale Rockenhausener 24 Stundenlauf statt, der Bestandteil der Deutschen Meisterschaft der Deutschen Ultramarathon-Vereinigung war. 2016 wurde die Disziplin Doublette der Deutschen Pétanque-Meisterschaften in Rockenhausen ausgetragen.

### Regelmäßige Veranstaltungen
Im September findet seit 1951 jährlich das Nordpfälzer Herbstfest statt. Im Rahmen des Herbstfestes gibt es seit einigen Jahren auch den Nordpfälzer Bauernmarkt, auf dem regionale Erzeuger ihre Produkte anbieten.

## Wirtschaft und Infrastruktur

### Unternehmen
Größter Arbeitgeber im Ort ist die Firma Adient – vormals Johnson Controls und Keiper GmbH & Co. KG –, die Metallkomponenten und -strukturen für Fahrzeugsitze herstellt. Die REMA Fertigungstechnik GmbH betreibt Anlagenbau, Sondermaschinenbau, Serien- und Einzelteilfertigung. Die Firma igr AG, ein Ingenieurdienstleister hauptsächlich für Planungen, hat ihren Hauptsitz in Rockenhausen, ebenso die Sparkasse Donnersberg. Das in der Stadt ansässige Unternehmen rema fertigungstechnik gmbh initiierte außerdem das Pilotprojekt Machining for Rwanda’s future. Zudem war die Stadt Sitz des Unternehmens MP-Aquarien (Müller und Pfleger), das Glasaquarien produzierte, ehe es 1993 von Eheim aufgekauft wurde.

### Verkehr

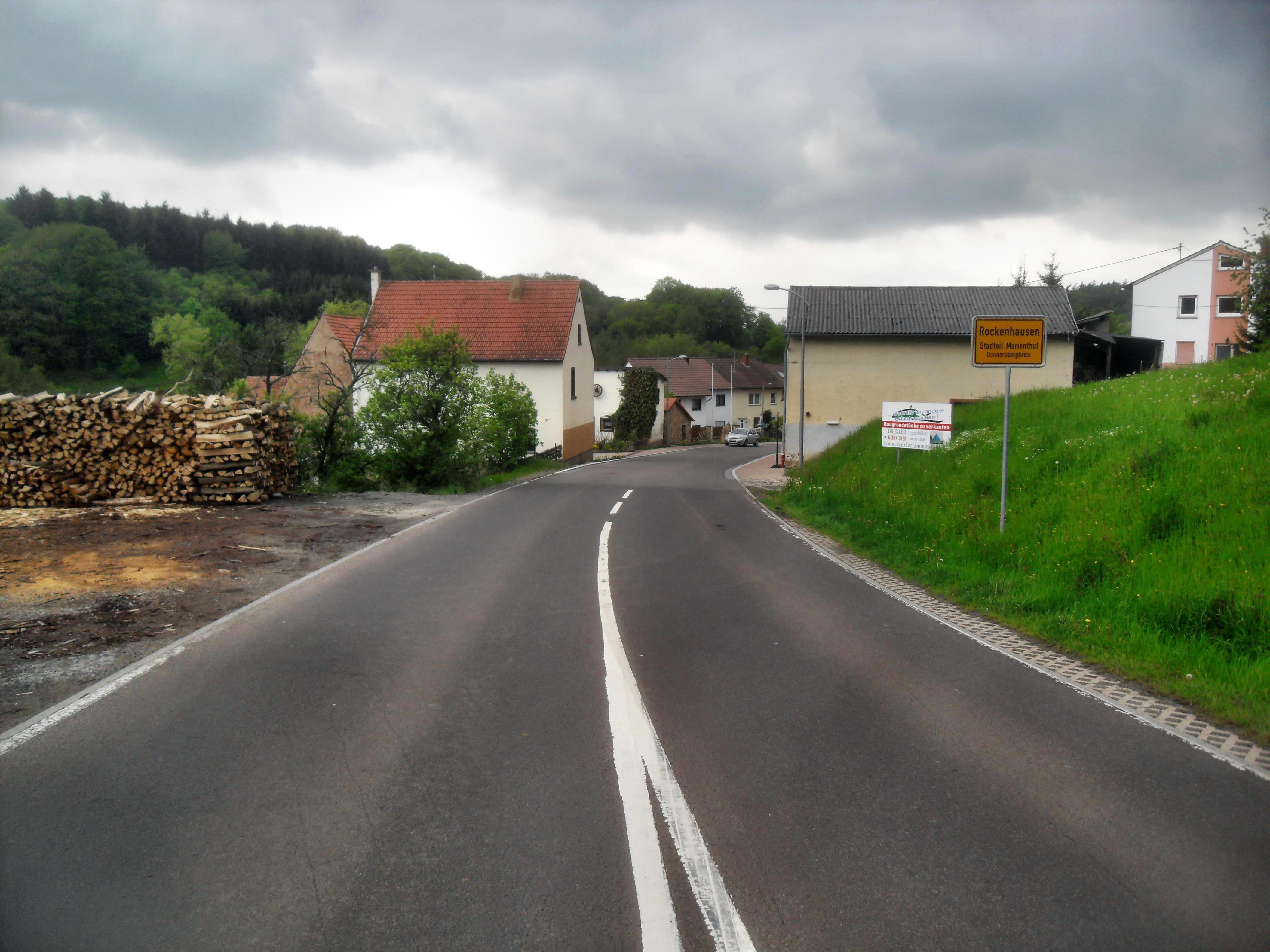
Stadteinfahrt nach Rockenhausen in Form des Stadtteils Marienthals auf der Landesstraße 386 von Kirchheimbolanden kommend

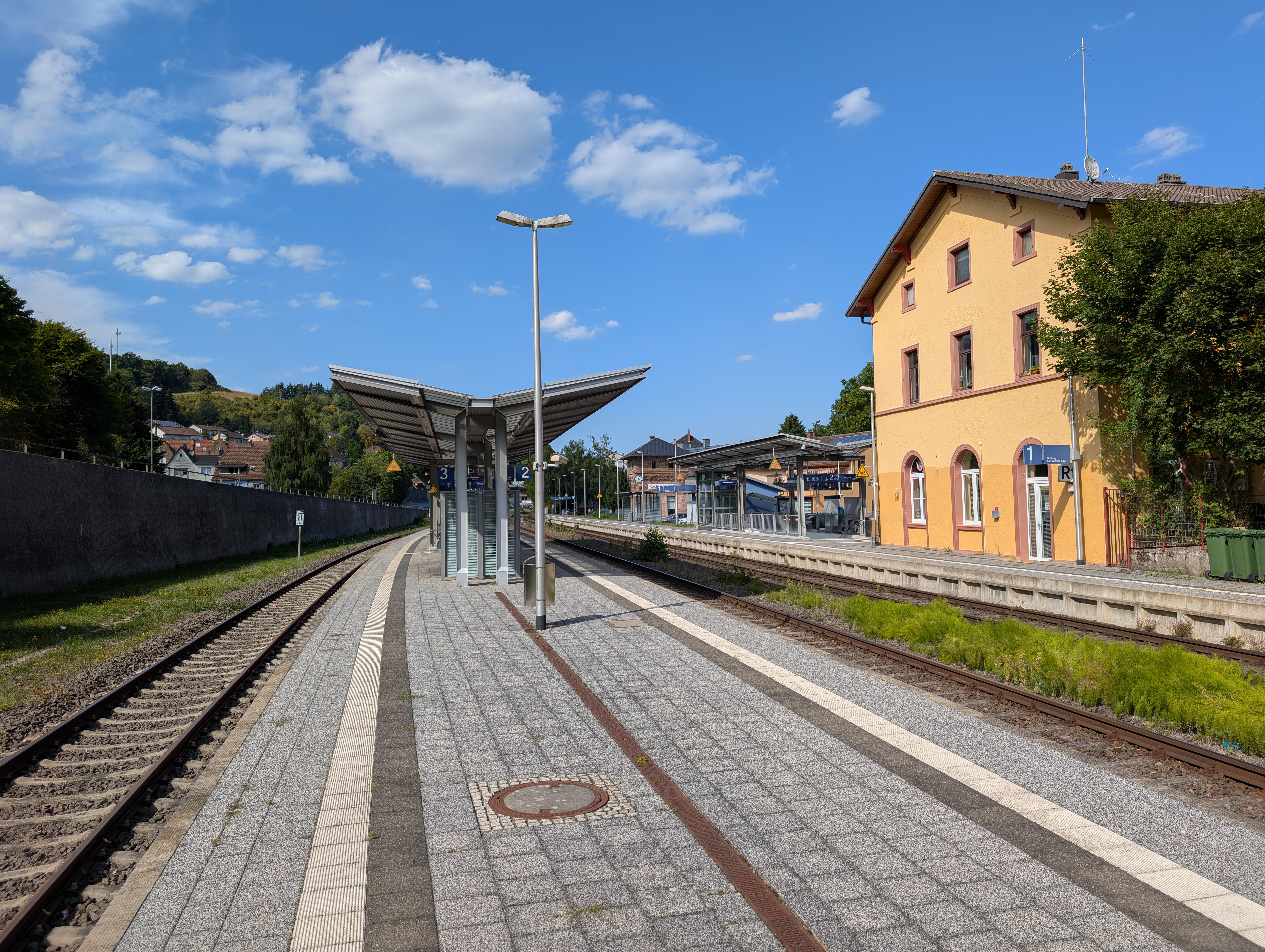
Bahnhof Rockenhausen

Rockenhausen ist über die von Bingen am Rhein nach Bad Bergzabern verlaufende B 48 an das überregionale Straßennetz angebunden. Zwischen Bingen und Winnweiler verlief sie bereits als Reichsstraße (R 40). In West-Ost-Richtung verläuft die Landesstraße 386 durch die Kernstadt und Marienthal, die eine Verbindung mit Reipoltskirchen und Rheindürkheim herstellt. Im Osten der Stadtgemarkung zweigen von dieser die Landesstraße 400 und die Landesstraße 402 ab. Die Kreisstraße 12 bindet außerdem den Inkeltalerhof an das Straßennetz an und die Kreisstraße 36 den Hintersteinerhof.
Rockenhausen hat einen Bahnhof an der Alsenztalbahn mit Verbindungen nach Bingen und Kaiserslautern Hauptbahnhof jeweils im Stundenrhythmus; Alle zwei Stunden werden die Fahrten in Form der Linie RE 17 bis nach Koblenz durchgebunden. Ebenfalls stündlich fahren die von Behles Bus betriebenen Stadtbuslinien 924, 925 und 926. Dieser Takt wird zudem auf den Linien 901 nach Kirchheimbolanden oder 908 nach Alsenz angeboten. Es gelten die Tarife des Rhein-Nahe-Verkehrsverbundes und des Verkehrsverbunds Rhein-Neckar.

### Tourismus
Durch Rockenhausen führen der Alsenz-Radweg, der Pfälzer Höhenweg und der mit einem weißen Kreuz markierte Fernwanderweg Nahegau-Wasgau-Vogesen. in Marienthal beginnt außerdem der Appelbach-Radweg. Darüber hinaus war die Stadt eine Station des Westpfalz-Wanderwegs.

### Behörden
Als Sitz der Verbandsgemeinde beherbergt Rockenhausen deren Verwaltung. Überbleibsel der ehemaligen Kreisstadt des früheren Landkreises Rockenhausen sind noch einzelne Kreisbehörden, beispielsweise das Gesundheitsamt. Außerdem gibt es eine lokale Arbeitsagentur.

### Gerichte

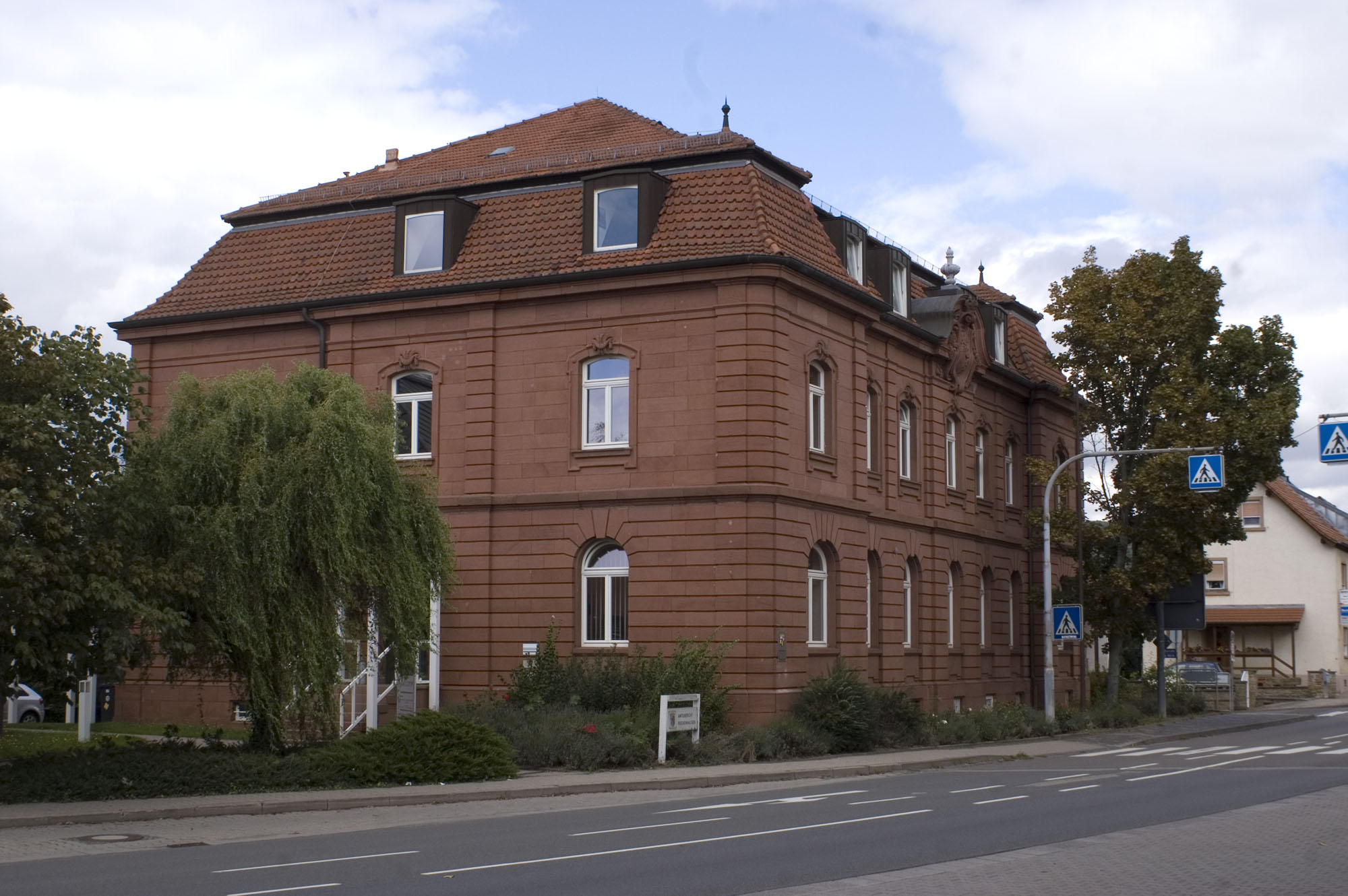
Amtsgericht Rockenhausen

Während der Zugehörigkeit zu Frankreich war die Stadt Sitz eines Friedensgerichts, das dem Tribunal erster Instanz Kaiserslautern unterstand. Das Amtsgericht Rockenhausen ist zuständig für den Donnersbergkreis. Es gehört zum Landgerichtsbezirk Kaiserslautern und zum Oberlandesgerichtsbezirk Zweibrücken.

### Gesundheit
Das frühere Kreiskrankenhaus Rockenhausen, das zusammen mit dem Kreiskrankenhaus Kirchheimbolanden zur Donnersbergkrankenhaus GmbH wurde, gehört seit 2002 als einer von vier Standorten – Kaiserslautern, Kusel, Kirchheimbolanden und Rockenhausen – zum Kaiserslauterer Westpfalz-Klinikum; Gesellschafter der Westpfalz-Klinikum GmbH sind die Universitätsstadt Kaiserslautern, der Landkreis Kusel und der Donnersbergkreis mit Anteilen von 60, 25 beziehungsweise 15 Prozent. Im Rockenhausener Krankenhausgebäude wird neben der allein dort verbliebenen Inneren Abteilung eine Klinik für Psychiatrie und Psychotherapie betrieben, das Pfalzklinikum mit seiner Außenstelle Rockenhausen, das allerdings unter der Trägerschaft des Bezirksverbands Pfalz steht.

### Bildung und Jugend
In Rockenhausen gibt es einen katholischen und einen evangelischen Kindergarten. Es besteht außerdem ein heilpädagogischer Kindergarten. In der Stadt bestehen die Anne-Frank-Grundschule, die Integrierte Gesamtschule und eine Realschule plus. Das Abitur kann auf der Gesamtschule oder im Wilhelm-Erb-Gymnasium in Winnweiler abgelegt werden. Außerdem verfügt der Ort über eine berufsbildende Schule und eine Schule für Lernbehinderte. Das Stadthaus – Kinder- und Jugendzentrum Rockenhausen – wird seit Anfang 2014 von der Evangelischen Jugend Rockenhausen betrieben.

## Persönlichkeiten

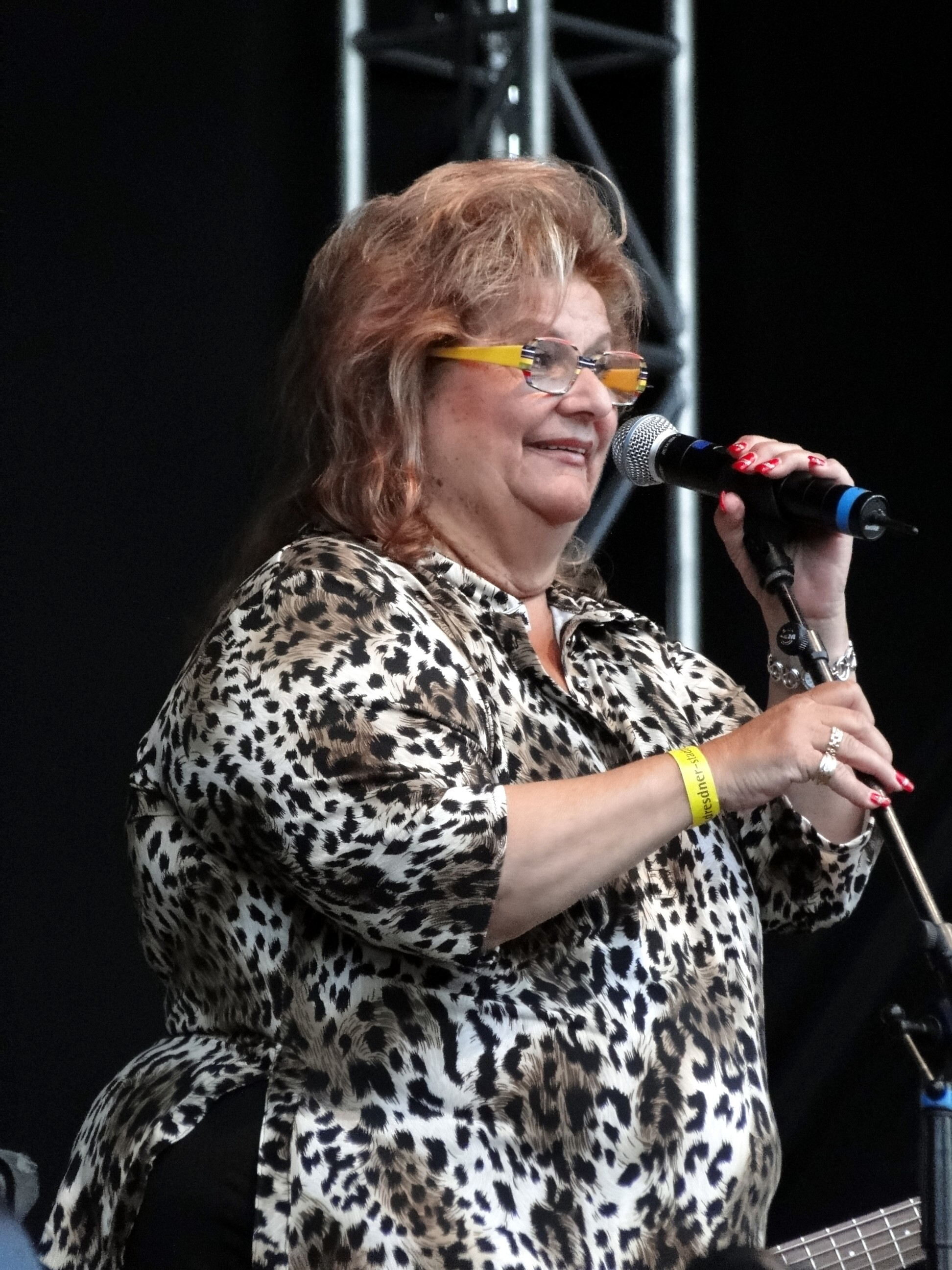
Joy Fleming

Insgesamt sechs Personen wurden bislang zu Ehrenbürgern der Stadt ernannt, darunter der Kunsthistoriker und Galerist Daniel-Henry Kahnweiler im Jahr 1970.
Zu den frühesten bekannten Söhnen der Stadt gehören der Politiker Max von Lerchenfeld, der Theologe Julius Hans und der Priester Damian Kreichgauer. Im 20. Jahrhundert war die Stadt Geburtsort des Journalisten und Autoren Kurt Seeberger, des Politikers Adolf Wilhelm Rothley, der Psychologin Uta Frith, der Sängerin Joy Fleming, des Verlegers Karl-Friedrich Geißler, der Unternehmerin Heike Arnold, des Künstlers Peter Rösel, des Juristen Ralf Müller-Terpitz und des Radrennfahrers Jonas Rapp.
Der Arzt Adam Karrillon praktizierte bis 1883 innerhalb der Stadt. Otto Rehhagel war 1972 Trainer des FV Rockenhausen. Der Verwaltungsjurist und Politiker Joachim Stöckle war in den 1960er Jahren beim damaligen Landratsamt tätig.